# ケイレン・デボアー
ケイレン・ダグラス・デボアー (Kalen_DeBoer、1974年11月24日 - ) はアラバマ大学アメリカンフットボールチームのHCである。 
2005年から09年までスーフォールズ大学、2020年から21年までフレズノ州立大学、2022年から23年までワシントン大学とHCを歴任。
スーフォールズ大時代の2006,2008,2009年で3度のNAIAのフットボール・ナショナルチャンピオンシップを優勝した。

## 幼少期/選手キャリア
サウスダコタ州ミルバンクで生まれ育ち、ミルバンク高校を卒業。1年間ウェスタンワシントン大学でレッドシャツ(留年)ののち、スーフォールズ大学へ転校。1993年から96年までボブ・ヤングHC率いるフットボールチームのWRとしてプレイ。レシーブ回数234回、レシーブヤード3,000ヤード、TDキャッチ33回と学内の記録を作りNAIAオールアメリカンも受賞した。 1997年にWRとしての選手キャリアを終え、スーフォールズ大のスチューデントアシスタントを務め、翌98年に中等教育の学士号を取得し大学卒業となった。
デボアーは卒業後スーフォールズ大のQBだったカーティス・リグスと共にセミプロチームのスーフォールズ・ファルコンズと契約。 翌年インドアフットボールプロリーグIFLのスーフォールズ・コブラズに加入 (IFL)、初戦で2タッチダウンレシーブを決めた。 加入初年度を8勝6敗で終えた2001年にコブラズはスーフォールズ・ストームに名称を変更しNIFLに所属を変更。 ラストシーズンは7勝7敗とし、NFILのセミファイナル出場も決めた。

## コーチングキャリア

### 初期
スーフォールズ大学を卒業後、デボアーはスーフォールズに残り、ワシントン高校でアシスタントコーチを務めた。2年間務めた後ボブ・ヤングと再会、デボアーは母校にOCとして戻ってくる。 4年の在職期間で、アメフトのコーチと野球のアシスタントコートも務めた。
2004年12月1日、ヤングの引退に伴い、デボアーはスーフォールズ大のHCに昇格。 2005年から09年まで67勝3敗の戦績を残し2006,08,09年の3度NAIAチャンピオンシップに優勝、2007年準優勝となる。 3敗のうち2敗は2005年、2007年とマイク・ファン・ディストによってナショナルチャンピオンとなったキャロル・カレッジであった。
2010年から13年まではデイル・レノンが率いたサザンイリノイ大学のOC(オフェンシブコーディネーター)/WRコーチを務め、2014年から16年までクリス・クレイトンが率いる東ミシガン大学のOC/QBコーチを、2017年から18年は
ジェフ・テッドフォード率いるフレズノ州立大学の同職を、2019年は
トム・アレン率いるインディアナ大学の同職を務めた。インディアナ・フージャーズはデボアーOCの下、1試合平均433.2ヤードというビッグ・テン・カンファレンスのシーズン3位の記録を叩き出した。

### フレズノ州立大のHCに
2020年に、フレズノ州立大のHCに就任。コロナウイルスの影響で短縮となったシーズンで3勝3敗の記録となる。2021年はレギュラーシーズンで9勝3敗に導く。このシーズンのハイライトは、全米ランクに名を連ねたUCLA、サンディエゴ州立大に勝利したことであった。ニューメキシコボウルに出場し、31－24でUTEP(テキサス大学エルパソ校）を破った。

### ワシントン大学
2021年11月29日、デボアーはワシントン大学のHCに就任した。

#### 2022年シーズン
ワシントン大初年度、デボアーはレギュラーシーズンを10勝2敗で終了。このシーズンはミシガン州立大、オレゴン州立大、オレゴン大とランキング勢に勝利したシーズンで、Pac-12カンファレンスのコーチオブザイヤー賞にも選出される。アラモボウルに出場し、テキサス大を相手に27-20で勝利、11勝2敗でのフィニッシュとなる。

#### 2023年シーズン

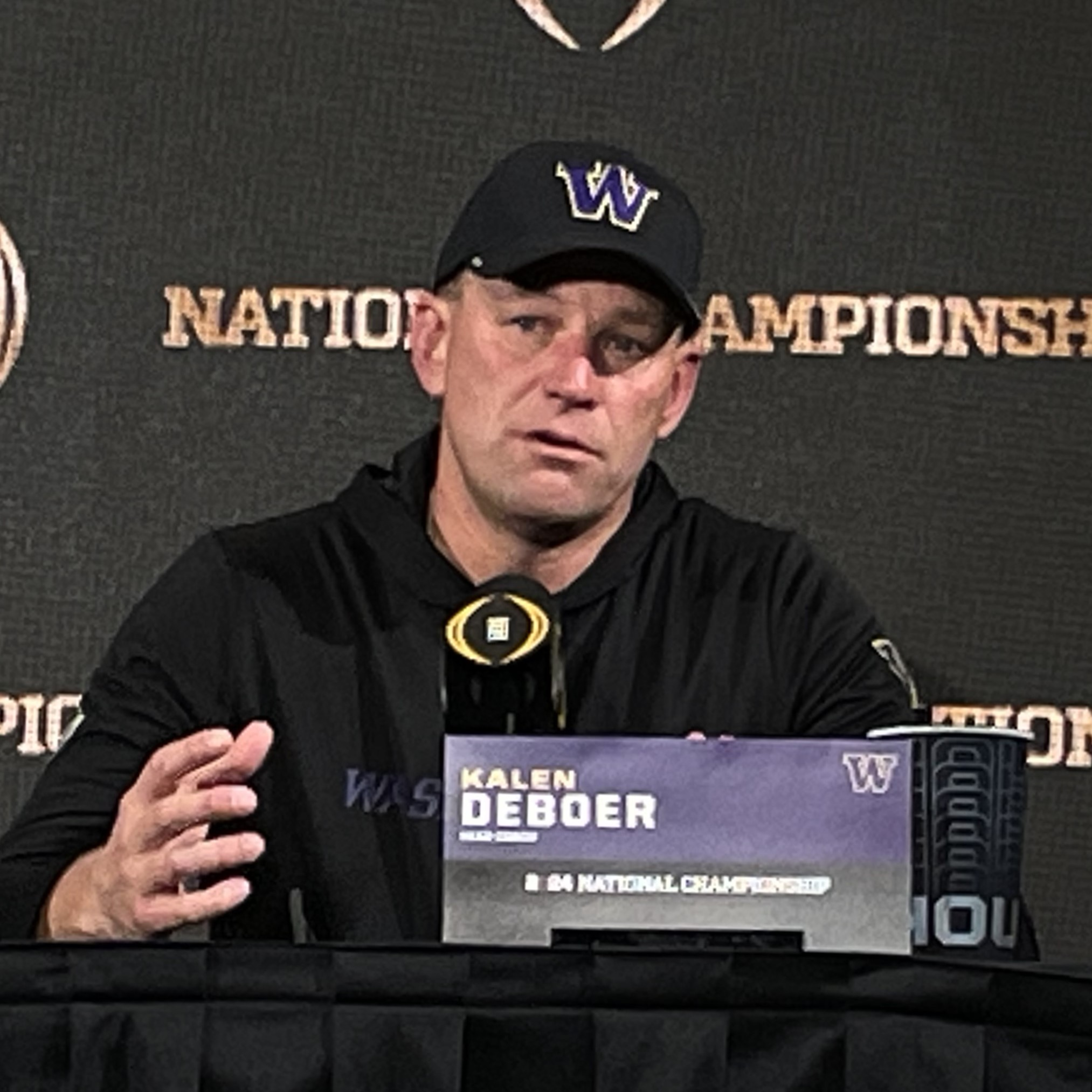
2024年CFPナショナルチャンピオンシップの試合後記者会見にてメディアにスピーチするデボアーHC。

ワシントン大2年目のシーズンは、レギュラーシーズン12勝無敗で駆け抜け、Pac-12チャンピオンシップゲームではオレゴン大に34-31で勝利し、デボアーは2年連続のPac-12コーチオブザイヤーを受賞。エディー・ロビンソン・コーチオブザイヤー 、ホームデポ・コーチオブザイヤー、スポーティングニュース・コーチオブザイヤー など他にも多数の賞賛を受け、デボアー・そしてワシントン大は第2シードとして2023年のCFPにも出場。シュガーボウルでテキサス大に37-31で勝利したものの、決勝で惜しくもも
ミシガン大相手に In t13-34で敗北を喫し T、14勝1敗でシーズンを終える

### アラバマ大学へ
2024年1月12日、ニック・セイバン前HCの勇退に伴い、アラバマ大学の次期HCに就任することが決定した。

## プライベート

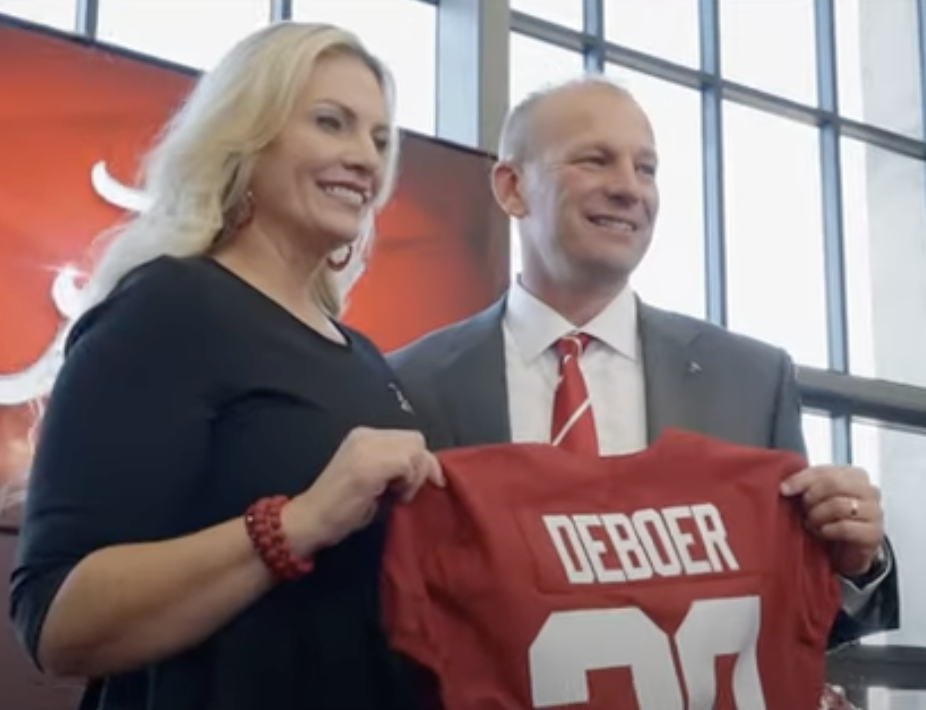
アラバマ大学での紹介の記者会見で妻と共に写るデボアー

2001年12月29日、サウスダコタ州のルーテル協会 にて奥様のニコール・点度ラート結婚。二人のお子様と共に過ごしている。

## ヘッドコーチとしての記録
| 年                                                                                      | 戦績                                                                                    | カンファレンス内                                                                        | カンファレンス順位                                                                      | ボウルゲーム・プレーオフ                                                                | コーチズ・ランク                                                                        | APランク                                                                                |
| スーフォールズ・クーガーズ(グレートプレーンズ・アスレティック・カンファレンス)(2005-09) | スーフォールズ・クーガーズ(グレートプレーンズ・アスレティック・カンファレンス)(2005-09) | スーフォールズ・クーガーズ(グレートプレーンズ・アスレティック・カンファレンス)(2005-09) | スーフォールズ・クーガーズ(グレートプレーンズ・アスレティック・カンファレンス)(2005-09) | スーフォールズ・クーガーズ(グレートプレーンズ・アスレティック・カンファレンス)(2005-09) | スーフォールズ・クーガーズ(グレートプレーンズ・アスレティック・カンファレンス)(2005-09) | スーフォールズ・クーガーズ(グレートプレーンズ・アスレティック・カンファレンス)(2005-09) |
| --------------------------------------------------------------------------------------- | --------------------------------------------------------------------------------------- | --------------------------------------------------------------------------------------- | --------------------------------------------------------------------------------------- | --------------------------------------------------------------------------------------- | --------------------------------------------------------------------------------------- | --------------------------------------------------------------------------------------- |
| 2005                                                                                    | 11-2                                                                                    | 9-1                                                                                     | 2位                                                                                     | NAIAセミファイナル敗退                                                                  | 4                                                                                       |                                                                                         |
| 2006                                                                                    | 14-0                                                                                    | 10-0                                                                                    | 1位                                                                                     | NAIAチャンピオンシップ優勝                                                              | 1                                                                                       |                                                                                         |
| 2007                                                                                    | 13-1                                                                                    | 10-0                                                                                    | 1位                                                                                     | NAIAチャンピオンシップ敗退                                                              | 2                                                                                       |                                                                                         |
| 2008                                                                                    | 14-0                                                                                    | 10-0                                                                                    | 1位                                                                                     | NAIAチャンピオンシップ優勝                                                              | 1                                                                                       |                                                                                         |
| 2009                                                                                    | 15-0                                                                                    | 10-0                                                                                    | 1位                                                                                     | NAIAチャンピオンシップ優勝                                                              | 1                                                                                       |                                                                                         |
| トータル                                                                                | 67-3                                                                                    | 49-1                                                                                    |                                                                                         |                                                                                         |                                                                                         |                                                                                         |
| フレズノステート・ブルドッグス(マウンテンウェストカンファレンス)(2020-21)               |                                                                                         |                                                                                         |                                                                                         |                                                                                         |                                                                                         |                                                                                         |
| 2020                                                                                    | 3-3                                                                                     | 3-3                                                                                     | 5位タイ                                                                                 |                                                                                         |                                                                                         |                                                                                         |
| 2021                                                                                    | 9-3                                                                                     | 6-2                                                                                     | 2位                                                                                     | ニューメキシコボウル                                                                    |                                                                                         |                                                                                         |
| トータル                                                                                | 12-6                                                                                    | 9-5                                                                                     |                                                                                         |                                                                                         |                                                                                         |                                                                                         |
| ワシントン・ハスキーズ(Pac-12カンファレンス)(2022-23)                                   |                                                                                         |                                                                                         |                                                                                         |                                                                                         |                                                                                         |                                                                                         |
| 2022                                                                                    | 11-2                                                                                    | 7-2                                                                                     | 2位タイ                                                                                 | アラモボウル勝利                                                                        | 8                                                                                       | 8                                                                                       |
| 2023                                                                                    | 14-1                                                                                    | 9-0                                                                                     | 1位                                                                                     | シュガーボウル勝利、ナショナルチャンピオンシップ敗戦                                    | 2                                                                                       | 2                                                                                       |
| トータル                                                                                | 25-3                                                                                    | 16-2                                                                                    |                                                                                         |                                                                                         |                                                                                         |                                                                                         |
| アラバマ・クリムゾンタイド(SEC)(2024-)                                                  |                                                                                         |                                                                                         |                                                                                         |                                                                                         |                                                                                         |                                                                                         |
| 2024                                                                                    |                                                                                         |                                                                                         |                                                                                         |                                                                                         |                                                                                         |                                                                                         |

Template:CFB Yearly Record Start
Template:CFB Yearly Record Subhead
Template:CFB Yearly Record Entry
Template:CFB Yearly Record Entry
Template:CFB Yearly Record Entry
Template:CFB Yearly Record Entry
Template:CFB Yearly Record Entry
Template:CFB Yearly Record Subtotal
Template:CFB Yearly Record Subhead
Template:CFB Yearly Record Entry
Template:CFB Yearly Record Entry
Template:CFB Yearly Record Subtotal
Template:CFB Yearly Record Subhead
Template:CFB Yearly Record Entry
Template:CFB Yearly Record Entry
Template:CFB Yearly Record Subtotal
Template:CFB Yearly Record Subhead
Template:CFB Yearly Record Entry
Template:CFB Yearly Record Subtotal
Template:CFB Yearly Record End